# Achillea macrophylla
Il millefoglio delle radure (nome scientifico Achillea macrophylla L., 1753)  è una specie di pianta angiosperma dicotiledone della famiglia delle Asteraceae (sottofamiglia Asteroideae, tribù Anthemideae (Eurasian grade) e sottotribù Matricariinae).

## Etimologia
Il nome del genere è stato fissato da Linneo e deriva dalla credenza che Achille avesse usato queste piante durante l'assedio di Troia (così racconta Plinio) per curare le ferite insanabili di Telefo, dietro consiglio di Venere, avendo appreso da Chirone le virtù medicinali delle stesse.. L'epiteto specifico (macrophylla) si riferisce alle foglie a lamina larga di questa pianta..
Il binomio scientifico attualmente accettato (Achillea macrophylla) è stato proposto da Carl von Linné (1707 – 1778) biologo e scrittore svedese, considerato il padre della moderna classificazione scientifica degli organismi viventi, nella pubblicazione Species Plantarum del 1753.

## Descrizione

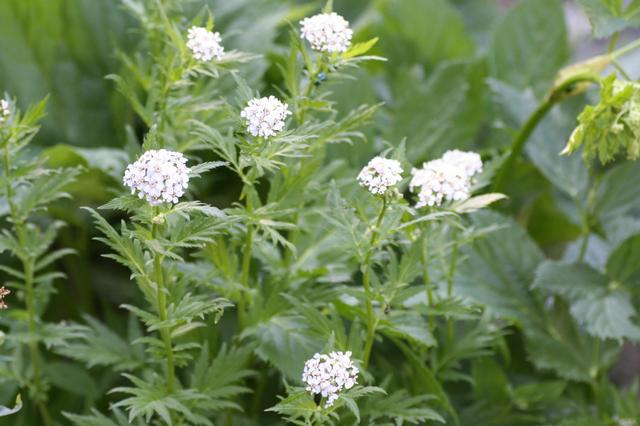
Il portamento

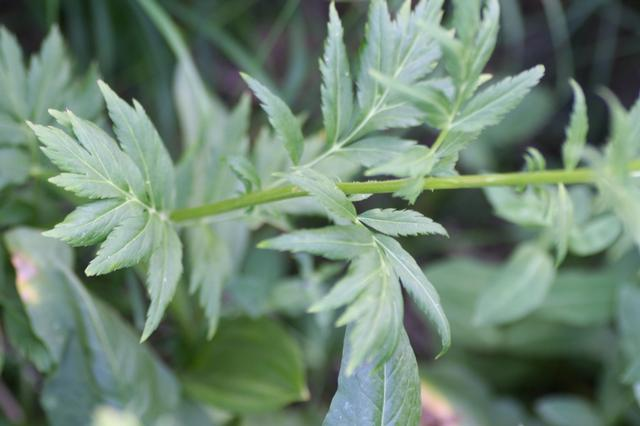
Le foglie

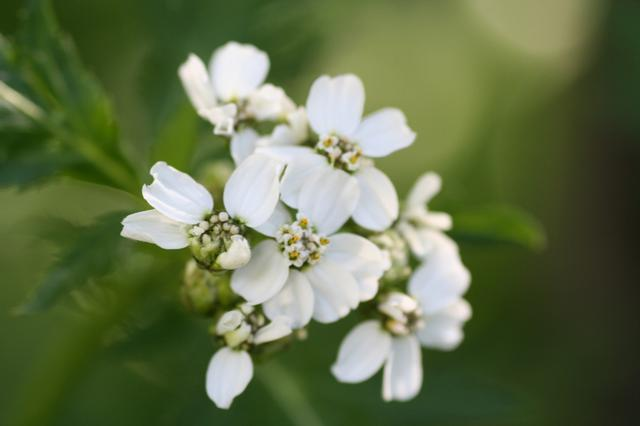
I capolini

Portamento. La specie di questa voce è una pianta erbecea perenne con indumento a peli basifissi. La forma biologica viene definita come emicriotifita scaposa (H scap), ossia sono piante erbacee perenni con gemme svernanti al livello del suolo e protette dalla lettiera o dalla neve; sono inoltre dotate di un asse fiorale eretto e con poche foglie.
Radici. Le radici sono secondarie da rizoma.
Fusto.
- Parte ipogea: la parte sotterranea consiste in un rizoma orizzontale lignificato.
- Parte epigea: la parte aerea del fusto è eretta e ascendente; è inoltre pubescente con peli lunghi 0,3 mm. I “millefoglio delle radure” sono piante alte da 3 a 10 dm.

Foglie. Le foglie sono colorate di verde scuro e del tipo divise con lamina 1-2-pennatosetta con porzione indivisa centrale larga quanto le lacinie (o segmenti) stesse; i segmenti per ogni foglia sono da 5 a 13, ed hanno una forma lanceolata, con bordi acutamente dentellati. La disposizione delle foglie lungo il caule è alterna. Dimensione delle foglie: larghezza 3 – 6 cm; lunghezza 5 – 10 cm. Dimensione dei segmenti: larghezza 4 – 8 mm; lunghezza 15 – 35 mm.
Infiorescenza. Le sinflorescenze sono formate da 3-15 capolini terminali relativamente grossi raccolti in modo corimboso molto denso; raramente sono solitari. Le infiorescenze vere e proprie sono composte da un capolino terminale peduncolato di tipo radiato. I capolini sono formati da un involucro, con forme da emisferiche, composto da diverse brattee, al cui interno un ricettacolo fa da base ai fiori di due tipi: fiori del raggio e fiori del disco. Le brattee, con nervature centrali evidenti e a consistenza erbacea (scariose brune ai margini), sono disposte in modo più o meno embricato su più serie (da 2 a 3). Il ricettacolo è piatto, ed è provvisto di pagliette trasparenti a protezione della base dei fiori. Dimensione dell'involucro: larghezza 5 mm; lunghezza 5 mm. Dimensione del capolino: 10 – 13 mm.
Fiori.  I fiori sono tetra-ciclici (formati cioè da 4 verticilli: calice – corolla – androceo – gineceo) e pentameri (calice e corolla formati da 5 elementi). Si distinguono in:
- fiori del raggio (esterni): da 5 a 7 per capolino, sono femminili, fertili e sono disposti su una serie; la forma è ligulata (zigomorfa); a volte possono mancare o essere sterili;
- fiori del disco (centrali): sono più numerosi con forme brevemente tubulose (attinomorfe); sono ermafroditi e fertili.

- Formula fiorale:

*/x K {\displaystyle \infty }, [C (5), A (5)], G 2 (infero), achenio
- Calice: i sepali del calice sono ridotti ad una coroncina di squame.

- Corolla:

- fiori del raggio: la forma della corolla alla base è piatta/tubulosa, mentre all'apice è ligulata; la ligula può terminare con 3 denti ottusi; la ligula è lunga quanto l'involucro; dimensione delle ligule: larghezza 3 mm; lunghezza 4 mm.i; il colore è bianco o rosato;
- fiori del disco: la forma della corolla è tubulare bruscamente divaricata in 5 lobi ed è lievemente zigomorfa in quanto due lobi sono più larghi degli altri; i lobi, patenti o eretti, hanno una forma deltata; il colore è ocra chiaro-pallido.

- Androceo: l'androceo è formato da 5 stami (alternati ai lobi della corolla) sorretti da filamenti generalmente liberi con un collare a forma di balaustra; gli stami sono connati e formano un manicotto circondante lo stilo. Le antere possono essere sia di tipo basifissa che medifissa (ossia attaccate al filamento per la base – nel primo caso; oppure in un punto intermedio – nel secondo caso).[13] Questa caratteristica ha valore tassonomico in quanto distingue i generi gli uni dagli altri. Il tessuto endoteciale (rivestimento interno dell'antera) non è polarizzato. Il polline è sferico con un diametro medio di circa 25 micron;  è tricolporato (con tre aperture sia di tipo a fessura che tipo isodiametrica o poro) ed è echinato (con punte sporgenti).

- Gineceo: l'ovario è infero uniloculare formato da 2 carpelli. Lo stilo (il recettore del polline) è profondamente bifido giallo e sporgente alla fioritur, con due stigmi divergenti e con le linee stigmatiche marginali separate o contigue. I due bracci dello stilo hanno una forma troncata e possono essere papillosi o ricoperti da ciuffi di peli.

- Antesi: da luglio ad agosto.

Frutti. I frutti sono degli acheni privi di pappo. La forma è obovoide dorsoventralmente compressa quasi appiattita con 2 coste laterali e raramente con una addizionale costa adassiale. L'apice è arrotondato. Il pericarpo può possedere alcune cellule mucillaginifere con o senza sacche longitudinali di resina. Dimensione degli acheni: 2,5 mm.

## Biologia
Impollinazione: tramite insetti (impollinazione entomogama tramite farfalle diurne e notturne).

Riproduzione: la fecondazione avviene fondamentalmente tramite l'impollinazione dei fiori.

Dispersione: i semi cadono a terra e vengono dispersi soprattutto da insetti come formiche (disseminazione mirmecoria). Un altro tipo di dispersione è zoocoria: gli uncini delle brattee dell'involucro (se presenti) si agganciano ai peli degli animali di passaggio che portano così i semi anche su lunghe distanze. Inoltre per merito del pappo (se presente) il vento può trasportare i semi anche per alcuni chilometri (disseminazione anemocora).

## Distribuzione e habitat

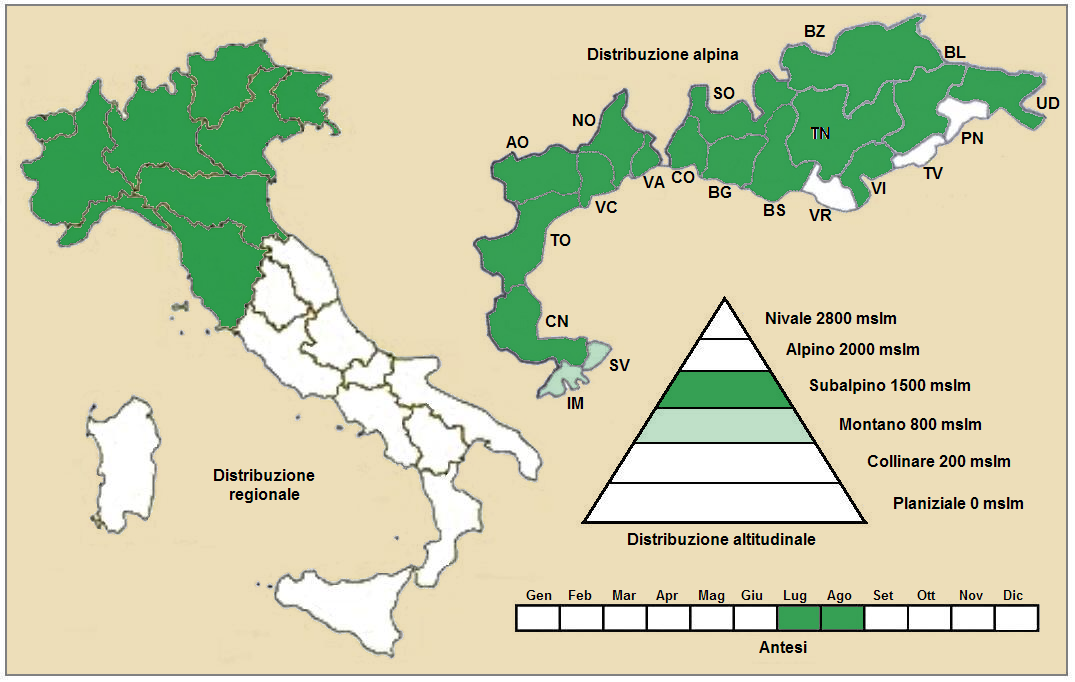
Distribuzione della pianta
(Distribuzione regionale – Distribuzione alpina)

Geoelemento: il tipo corologico (area di origine) è  Alpico - Boreoappenninico.

Distribuzione: in Italia è considerata rara nelle Alpi, molto rara negli Appennini settentrionali. Nelle Alpi, dalla parte italiana è abbastanza distribuita come anche oltreconfine a parte l'Austria orientale.

Habitat: l'habitat tipico per queste piante sono le radure, i cedui, le forre umide, i cespuglieti subalpini; ma anche gli ontaneti, i saliceti subalpini, lariceti, peccete, abetine e betuleti. Il substrato preferito è sia calcareo che siliceo con pH neutro, alti valori nutrizionali del terreno che deve essere mediamente umido.

Distribuzione altitudinale: sui rilievi queste piante si possono trovare da 1000 fino a 2000 m s.l.m.; frequentano quindi i seguenti piani vegetazionali: subalpino e in parte montano.. 

## Fitosociologia

### Areale alpino
Dal punto di vista fitosociologico alpino la specie di questa voce appartiene alla seguente comunità vegetale:
Formazione: delle comunità arbustive
Classe: Betulo carpaticae-Alnetea viridis
Ordine: Veratro-Salicetalia
Alleanza: Alnion viridis

### Areale italiano
Per l'areale completo italiano la specie di questa voce appartiene alla seguente comunità vegetale:
Macrotipologia: vegetazione erbacea sinantropica, ruderale e megaforbieti
Classe: Mulgedio alpini-Aconitetea variegati Hadač & Klika in Klika & Hadač, 1944
Ordine: Adenostyletalia alliariae Br.-Bl., 1931
Alleanza: Adenostylion alliariae Br.-Bl., 1926
Descrizione. L'alleanza Adenostylion alliariae è relativa alle comunità dei climi temperati di erbe alte, megaforbie, ricche di felci, su suoli profondi, freschi e ricchi di nutrienti. Sono formazioni collocate in aree dove staziona a lungo la neve. La distribuzione di questa cenosi è eurosiberiana boreale e si trova sulle alte montagne del Mediterraneo centrale e occidentale (Massiccio Centrale, Vosgi, Giura e Alpi).
Specie presenti nell'associazione: Adenostyles alliariae, Athyrium distentifolium, Delphinium elatum, Peucedanum ostruthium, Achillea macrophylla, Lactuca alpina, Epilobium alpestre, Ranunculus aconitifolius, Heracleum sphondylium, Doronicum austriacum, Doronicum grandiflorum e Tozzia alpina.

## Sistematica
La famiglia di appartenenza di questa voce (Asteraceae o Compositae, nomen conservandum) probabilmente originaria del Sud America, è la più numerosa del mondo vegetale, comprende oltre 23.000 specie distribuite su 1.535 generi, oppure 22.750 specie e 1.530 generi secondo altre fonti (una delle checklist più aggiornata elenca fino a 1.679 generi). La famiglia attualmente (2021) è divisa in 16 sottofamiglie; la sottofamiglia Asteroideae è una di queste e rappresenta l'evoluzione più recente di tutta la famiglia.

### Filogenesi
Il gruppo di questa voce è descritto nella tribù Anthemideae, una delle 21 tribù della sottofamiglia Asteroideae). In base alle ultime ricerche nella tribù sono stati individuati (provvisoriamente) 4 principali lignaggi (o cladi): "Southern hemisphere grade", "Asian-southern African grade", "Eurasian grade" e "Mediterranean clade". Il genere Achillea (insieme alla sottotribù Matricariinae) è incluso nel clade Eurasian grade.
Nella "Flora d'Italia" le specie spontanee di Achillea sono suddivise in due sottogeneri, 7 sezioni e alcuni aggregati.  A. macrophylla appartiene alla terza sezione caratterizzata da numerosi corimbi; 6-12 fiori ligulati; foglie 1-2-pennatosette glabre o con sparsi peli.
I caratteri distintivi della specie di questa voce sono:
- queste piante sono alte da 3 a 10 dm;
- il rizoma è orizzontale e lignificato;
- la dimensione delle foglie pennatosette è di 3-6 x 5-10 cm.

Il numero cromosomico di A. macrophylla è: 2n = 18.

### Sinonimi
Sono elencati alcuni sinonimi per questa entità:
- Chamaemelum macrophyllum (L.) E.H.L.Krause
- Ptarmica macrophylla  (L.) DC.
- Santolina macrophylla  (L.) Baill.
- Achillea latifolia  Salisb.

### Ibridi
Questa pianta facilmente si può ibridare con le seguenti specie:
- Achillea moschata Wulfen (= Achillea × lereschei Schultz-Bip. (1856))
- Achillea atrata L. (= Achillea × thomasiana Haller fil. ex Murith (1810))
- Achillea ptarmica L. (= Achillea × commutata Heimerl (1884))
- Achillea nana L. (= Achillea × valesiaca Suter (1807))
- Achillea clavennae L.

### Specie simili
Tutti i "millefoglie" sono molto simili tra di loro. Questa specie (Achillea macrophylla) può essere distinta per i suoi capolini più grandi (anche le ligule sono più lunghe) e soprattutto per le foglie che si presentano più larghe.

## Altre notizie
Il  "millefoglio delle radure" in altre lingue viene chiamata nei seguenti modi:
- (DE)  Großeblättige Schafgarbe
- (FR)  Achillée à grandes feuilles